# Glen Baxter
Glen Baxter (nacido el 4 de marzo de 1944), apodado coronel Baxter, es un dibujante y artista inglés, conocido por sus dibujos absurdos y un efecto general que a menudo se parece a un sinsentido literario.
Nacido en Leeds, Baxter se formó en el Leeds College of Art 1960-5. Fue profesor en el V&A, 1967-74. Su primera exposición individual se realizó en la Galería Gotham Book Mart de Nueva York. La obra de arte de Baxter apareció en The New Yorker, Vanity Fair y The Independent el domingo. Sus imágenes y sus correspondientes leyendas emplean arte y lenguaje inspirados en cómics de pulp fiction y aventuras con chistes y referencias intelectuales. Sus dibujos lineales simples a menudo presentan vaqueros, gánsteres, exploradores y escolares, que pronuncian declaraciones intelectuales incongruentes con respecto al arte y la filosofía. Una de sus obras satíricas más conocidas, The Impending Gleam, se publicó por primera vez en 1981.
Hoy el artista vive y trabaja en Londres. Está representado por Flowers Gallery, una galería iniciada por Angela Flowers en 1968 y con sede en Londres y Nueva York. Con ellos, Baxter ha tenido una serie de exposiciones individuales como; Furtive Loomings (2017), Tofu Walk With Me (2015) y Glen Baxter: The Soul in Torment, Partes I y II (2012).
En agosto de 2014, Baxter fue una de las 200 figuras públicas que firmaron una carta a The Guardian expresando su esperanza de que Escocia votara para seguir siendo parte del Reino Unido en el referéndum de septiembre sobre ese tema.
En mayo de 2016, New York Review of Books publicó una colección del trabajo de Baxter que incluye selecciones populares de su carrera, así como nuevas caricaturas tituladas, Casi completamente completamente Baxter: Blurtings nuevos y seleccionados.